# Palácio do Imperador (Itapura)
O Palácio do Imperador (Itapura) é uma construção tombada pelo Conselho de Defesa do Patrimônio Histórico (Condephaat) por meio do decreto de 26/7/1858. Está localizada no município de Itapura, no estado de São Paulo.

## Histórico

### Colônia militar
O edifício foi construído por Antônio Mariano de Azevedo, primeiro tenente-engenheiro da armada (e também primeiro governador da colônia de Itapura), em meados de 1858. Serviu de colônia militar da Marinha do Brasil com o objetivo de proteger o território brasileiro perto dos rios Paraná e Tietê durante a Guerra do Paraguai (1864-1870).
Com o fim da guerra, o palácio continuou sendo da marinha e seus antigos membros tentaram colonizar a região distribuindo pequenas propriedades entre os militares. O projeto falhou e o núcleo foi desativado em 1896, ficando completamente abandonado desde então.

### Revitalização
Em 2012, foi realizado um concurso de restauro do Palácio do Imperador organizado pela Condephaat com o objetivo de transformá-la em sede da biblioteca municipal e ponto turístico da cidade.